# Pərviz Bağırov
Pərviz Fizuli oğlu Bağırov (Baku, 10 febbraio 1994) è un pugile azero.

## Palmarès

### Mondiali dilettanti
- 1 medaglia:
  - 1 bronzo (Doha 2015 nei pesi welter)

### Giochi europei
- 1 medaglia:
  - 1 oro (Baku 2015 nei pesi welter)